# Iris Uhlenbruch
Iris Uhlenbruch (* 20. Jahrhundert in Dinslaken) ist eine deutsche Drehbuchautorin. Sie lebt in Berlin.

## Leben
Nach dem Abitur studierte Iris Uhlenbruch an der Universität Wien und an der FU Berlin, wo sie 1992 ihren Magisterabschluss in Theaterwissenschaften und Ethnologie machte. Seither arbeitet sie als Drehbuchautorin alleine oder im Team mit Bettina Börgerding.

## Filmographie (Auswahl)
- 2002: Drei Frauen, ein Plan und die ganz große Kohle
- 2005: Spezialauftrag Kindermädchen
- 2007: Vater auf der Flucht
- 2009: Frauen wollen mehr
- 2010: Das Glück kommt unverhofft
- 2010: Liebe, Babys und Familienglück
- 2010: Sexstreik!
- 2011: Liebe, Babys und ein Herzenswunsch
- 2012: Liebe, Babys und ein Neuanfang
- 2015: Zwei Esel auf Sardinien

## Auszeichnungen
- 2017: Gewinnerin der Exposéförderung vom Verband Deutscher Drehbuchautoren e.V. und ProSiebenSat.1 TV
- 2018: Gewinnerin der 4. Pro7Sat1-VDD-Ausschreibung